# Sebeskellemes
Sebeskellemes (1899-ig Sebes-Kellemesi-Rétek, szlovákul: Šarišské Lúky) Kellemes része Szlovákiában, az Eperjesi kerület Eperjesi járásában.

## Fekvése
Eperjes központjától 2 km-re északkeletre fekszik.

## Története
A trianoni diktátumig Sáros vármegye Eperjesi járásához tartozott.
1971-1990 között Kellemessel együtt Eperjes városrésze volt.

## Népessége
1880-ban 639 lakosából 501 német, 113 szlovák és 8 magyar anyanyelvű volt. Ebből 105 római katolikus, 8 evangélikus és 526 izraelita vallású volt.
1910-ben 503 lakosából 168 német, 164 szlovák, 160 magyar, 1 román és 10 egyéb anyanyelvű volt. Ebből 201 római katolikus, 7 görög katolikus, 1-1 református és görög keleti, 5 evangélikus és 288 izraelita vallású volt.
1930-ban 636 lakosából 1 német, 348 csehszlovák, 4 magyar, 206 zsidó és 77 állampolgárság nélküli volt.
1970-ben 628 lakosából 605 szlovák, 16 ukrán és 7 cseh volt.

## Neves személyek
- Itt született 1833. április 13-án Révai Sámuel könyvkereskedő, könyvkiadó, a Magyar Könyvkereskedők Országos Egyesületének alapítója.
- Itt született 1855. március 14-én Peisner Ignác újságíró, helytörténész.
- Itt született 1893. december 9-én Sebesi Ernő költő, drámaíró.
- Itt ásatott Stanislav Šiška szlovák régész.

## Nevezetességei
- Légimúzeum található itt, ahol a repülés fejlődését és technikai eszközeit mutatják be.

## Külső hivatkozások
- A légimúzeum ismertetője

## Lásd még
- Eperjes
- Alsósebes
- Németsóvár
- Sebessalgó
- Sóbánya
- Tótsóvár